# Lerche (animación)
Lerche (ラルケ Raruke?) es una marca de animación de Studio Hibari establecida en 2011. Seiji Kishi y Masaomi Andō han sido directores colaboradores comunes de la marca desde su fundación. Entre sus obras de animación más reconocidas se encuentran Yōkoso Jitsuryoku Shijō Shugi no Kyōshitsu e, Radiant, Ansatsu Kyoshitsu, Asobi Asobase y Kanata no Astra.

## Obras

### Series de televisión
| Año  | Título                                                                        | Director(es)                                     | Fecha de primera transmisión | Fecha de última transmisión | Eps. | Nota(s) | Refs.                |
| ---- | ----------------------------------------------------------------------------- | ------------------------------------------------ | ---------------------------- | --------------------------- | ---- | --- | -------------------- |
| 2011 | Maji de Watashi ni Koi Shinasai!                                              | Keitaro Motonaga                                 | 2 de octubre de 2011         | 18 de diciembre de 2011     | 12   | Basado en un videojuego de Minato Soft. | [ 3 ]                |
| 2011 | Persona 4: The Animation                                                      | Seiji Kishi                                      | 7 de octubre de 2011         | 30 de marzo de 2012         | 26   | Basado en un videojuego de Atlus. (producción de la animación por AIC A.S.T.A.; coproducción de los episodios).                                                                                       | [ 4 ] [ 5 ] [ 6 ]    |
| 2012 | Humanity Has Declined                                                         | Seiji Kishi                                      | 2 de julio de 2012           | 17 de septiembre de 2012    | 12   | Basado en una novela ligera escrita por Romeo Tanaka e ilustrada por Tōru Yamasaki (2007-2011) Sunaho Tobe (actualidad) (producción de la animación por AIC A.S.T.A.; coproducción de los episodios). | [ 7 ] [ 8 ]          |
| 2013 | Danganronpa: The Animation                                                    | Seiji Kishi                                      | 4 de julio de 2013           | 26 de septiembre de 2013    | 13   | Basado en un videojuego de Spike/Spike Chunsoft. | [ 9 ]                |
| 2013 | Machine Doll wa Kizutsukanai                                                  | Kinji Yoshimoto                                  | 7 de octubre de 2013         | 23 de diciembre de 2013     | 12   | Basado en una novela ligera escrita por Reiji Kaitō e ilustrada por Roroo. | [ 10 ] [ 11 ]        |
| 2014 | Re:_Hamatora                                                                  | Seiji Kishi                                      | 8 de julio de 2014           | 23 de septiembre de 2014    | 12   | Secuela de Hamatora. Coproducción con NAZ. | [ 12 ] [ 13 ]        |
| 2015 | Ansatsu Kyoshitsu                                                             | Seiji Kishi                                      | 9 de enero de 2015           | 19 de junio de 2015         | 22   | Basado en un manga de Yūsei Matsui. | [ 14 ] [ 15 ]        |
| 2015 | Ranpo Kitan: Game of Laplace                                                  | Seiji Kishi                                      | 2 de julio de 2015           | 17 de septiembre de 2015    | 11   | Basado en un trabajo de Edogawa Ranpo. | [ 16 ]               |
| 2015 | Monster Musume no Iru Nichijō                                                 | Tatsuya Yoshihara                                | 7 de julio de 2015           | 22 de septiembre de 2015    | 12   | Basado en un manga de Okayado. | [ 17 ] [ 18 ]        |
| 2015 | Gakkō Gurashi!                                                                | Masaomi Andō                                     | 9 de julio de 2015           | 24 de septiembre de 2015    | 12   | Basado en un manga de Norimitsu Kaihō. | [ 19 ]               |
| 2016 | Ansatsu Kyoshitsu Second/FINAL Season                                         | Seiji Kishi                                      | 7 de enero de 2016           | 30 de junio de 2016         | 25   | Secuela de Ansatsu Kyoshitsu. | [ 20 ]               |
| 2016 | Saijaku Muhai no Bahamut                                                      | Masaomi Andō                                     | 11 de enero de 2016          | 28 de marzo de 2016         | 12   | Basado en una novela ligera escrita por Akatsuki Senri e ilustrada por Kasuga Ayumu. | [ 21 ] [ 22 ]        |
| 2016 | Danganronpa 3:The End of Kibougamine Gakuen - Mirai-hen/Zetsubou-hen          | Seiji Kishi Daisei Fukuoka                       | 11 de julio de 2016          | 29 de septiembre de 2016    | 24   | Conclusión a la serie de Danganronpa. | [ 23 ] [ 24 ] [ 25 ] |
| 2016 | Mahō Shōjo Ikusei Keikaku                                                     | Hiroyuki Hashimoto                               | 1 de octubre de 2016         | 17 de diciembre de 2016     | 12   | Basado en la novela ligera escrita por Asari Endō. | [ 26 ] [ 27 ]        |
| 2017 | Kuzu no Honkai                                                                | Masaomi Andō                                     | 12 de enero de 2017          | 30 de marzo de 2017         | 12   | Basado en el manga de Mengo Yokoyari. | [ 28 ] [ 29 ]        |
| 2017 | Yōkoso Jitsuryoku Shijō Shugi no Kyōshitsu e                                  | Seiji Kishi Hiroyuki Hashimoto                   | 12 de julio de 2017          | 27 de septiembre de 2017    | 12   | Basado en la novela ligera escrita por Syohgo Kinugasa e ilustrada por Shunsaku Tomose. |                      |
| 2017 | Kino no Tabi -the Beautiful World-                                            | Tomohisa Taguchi                                 | 6 de octubre de 2017         | 22 de diciembre de 2017     | 12   | Basado en la novela ligera de Keiichi Sigsawa. | [ 30 ]               |
| 2018 | Hakumei to Mikochi                                                            | Masaomi Andō                                     | 12 de enero de 2018          | 30 de marzo de 2018         | 12   | Basado en el manga de Takuto Kashiki. |                      |
| 2018 | Shichisei no Subaru                                                           | Yoshito Nishouji                                 | 6 de julio de 2018           | 21 de septiembre de 2018    | 12   | Basado en la novela ligera de Noritake Tao. |                      |
| 2018 | Asobi Asobase                                                                 | Seiji Kishi                                      | 8 de julio de 2018           | 23 de septiembre de 2018    | 12   | Basado en el manga de Rin Suzukawa. | [ 31 ]               |
| 2018 | Radiant                                                                       | Daisei Fukuoka Seiji Kishi                       | 6 de octubre de 2018         | 23 de febrero de 2019       | 21   | Basado en el manga de Tony Valente. |                      |
| 2019 | Kanata no Astra                                                               | Masaomi Andō                                     | 3 de junio de 2019           | 18 de septiembre de 2019    | 12   | Basado en el manga de Kenta Shinohara. |                      |
| 2019 | Given                                                                         | Hikaru Yamaguchi                                 | 11 de julio de 2019          | 19 de septiembre de 2019    | 11   | Basado en el manga de Natsuki Kizu. |                      |
| 2019 | Radiant 2nd Season                                                            | Daisei Fukuoka Seiji Kishi                       | 2 de octubre de 2019         | 26 de febrero de 2020       | 21   | Secuela de Radiant. |                      |
| 2020 | Jibaku Shōnen Hanako-kun                                                      | Masaomi Andō                                     | 9 de enero de 2020           | 26 de marzo de 2020         | 12   | Basado en el manga de Iro Aida | [ 32 ]               |
| 2021 | IDOLY PRIDE                                                                   | Yū Kinome                                        | 10 de enero de 2021          | 28 de marzo de 2021         | 12   | Historia original. |                      |
| 2021 | Gyakuten Sekai no Denchi Shōjo                                                | Masaomi Andō                                     | 11 de octubre de 2021        | 27 de diciembre de 2021     | 12   | Historia original. | [ 33 ]               |
| 2022 | Yōkoso Jitsuryoku Shijō Shugi no Kyōshitsu e 2nd Season                       | Seiji Kishi Hiroyuki Hashimoto Yoshihito Nishōji | 4 de julio de 2022           | 26 de septiembre de 2022    | 13   | Secuela de Yōkoso Jitsuryoku Shijō Shugi no Kyōshitsu e. | [ 34 ]               |
| 2023 | World Dai Star                                                                | Yū Kinome                                        | 9 de abril de 2023           | 25 de junio de 2023         | 12   | Basado en un proyecto multimedia del sello Emotion de Bandai Visual. | [ 35 ]               |
| 2023 | Hōkago Shōnen Hanako-kun                                                      | Masaki Kitamura                                  | 13 de octubre de 2023        | 3 de noviembre de 2023      | 4    | Basado en el manga de Iro Aida | [ 36 ]               |
| 2024 | Yōkoso Jitsuryoku Shijō Shugi no Kyōshitsu e 3rd Season                       | Seiji Kishi Hiroyuki Hashimoto Yoshihito Nishōji | 3 de enero de 2024           | 27 de marzo de 2024         | 13   | Secuela de Yōkoso Jitsuryoku Shijō Shugi no Kyōshitsu e 2nd Season. | [ 34 ] [ 37 ] [ 38 ] |
| 2025 | Jibaku Shōnen Hanako-kun 2nd Season                                           | Yōhei Fukui                                      | 12 de enero de 2025          | 30 de marzo de 2025         | 12   | Secuela de Jibaku Shōnen Hanako-kun. | [ 39 ] [ 40 ]        |
| 2025 | Jibaku Shōnen Hanako-kun 2nd Season Part 2                                    | Yōhei Fukui                                      | 6 de julio de 2025           | —                           | —    | Secuela de Jibaku Shōnen Hanako-kun, 2nd Season. | [ 41 ] [ 42 ]        |
| —    | Yōkoso Jitsuryoku Shijō Shugi no Kyōshitsu e 4th Season: 2-nensei-hen 1 Gakki | —                                                | —                            | —                           | —    | Secuela de Yōkoso Jitsuryoku Shijō Shugi no Kyōshitsu e 3rd Season. | [ 43 ]               |

### ONAs
| Año  | Título             | Director(es)      | Fecha de primera transmisión | Fecha de última transmisión | Eps. | Nota(s)                                | Refs.  |
| ---- | ------------------ | ----------------- | ---------------------------- | --------------------------- | ---- | -------------------------------------- | ------ |
| 2016 | Koro-sensei Quest! | Yoshihito Nishōji | 23 de diciembre de 2016      | 9 de marzo de 2017          | 12   | Basado en un manga de Kizuku Watanabe. | [ 44 ] |

### OVAs
| Año  | Título                   | Eps. | Nota(s) | Refs.         |
| ---- | ------------------------ | ---- | --- | ------------- |
| 2011 | Carnival Phantasm        | 12   | Basado en un manga de Takenashi y Type-Moon.                                                                     | [ 45 ] [ 46 ] |
| 2011 | Fate/Prototype           | 1    | Basado en una novela visual (original Fate/Stay Night) escrita por Kinoko Nasu e ilustrada por Takashi Takeuchi. |               |
| 2013 | Unbreakable Machine-Doll | 6    | Basado en una novela ligera escrita por Reiji Kaitō e ilustrada por Roroo.                                       | [ 47 ]        |
| 2017 | Escha Chron              | 2    | Basado en el recital en vivo de DIVE II Entertainment.                                                           |               |
| 2021 | Fate/Grand Carnival      | 4    | Secuela de OVAs de Carnival Phantams está vez basada en el videojuego de Rol de Fate/Grand Order.                |               |

### Películas
| Año  | Título      | Director(es)     | Duración | Nota(s)           | Refs.  |
| ---- | ----------- | ---------------- | -------- | ----------------- | ------ |
| 2020 | Given Movie | Hikaru Yamaguchi | 59m      | Secuela de Given. | [ 48 ] |

### Videojuegos
- Danganronpa Another Episode: Ultra Despair Girls (25 de septiembre de 2014)